# Malemort-du-Comtat
Malemort-du-Comtat è un comune francese di 1 491 abitanti situato nel dipartimento della Vaucluse della regione della Provenza-Alpi-Costa Azzurra.

## Società

### Evoluzione demografica
Abitanti censiti